# Fabio Gonçalves Silva
Fabio Gonçalves Silva (ur. 27 marca 1977 w Brasílii) – brazylijski bobsleista, olimpijczyk.
Wraz z załogą zdobył 29. miejsce w czwórkach na Zimowych Igrzyskach Olimpijskich 2014 w Soczi. Jeździ w Pucharze Ameryki Północnej. Jego najlepsze miejsce w sezonie 2013/2014 to 6. w Lake Placid.